# Сухопутные войска Финляндии
Сухопутные войска Финляндии (фин. Suomen maavoimat, швед. Finländska armén) — один из видов вооружённых сил Финляндии.

## Численность
В Сухопутные войска может быть мобилизовано около 285 000 человек. Для обеспечения резервистами этого требования ежегодно проводятся два цикла призыва, каждый примерно на 13 500 призывников. После прохождения срочной службы резервисты становятся на учёт до 60 лет. Резервисты обычно распределяются по частям в пределах их географической области. Все служебные назначения или развёртывания за пределами Финляндии являются добровольными для всех членов вооружённых сил. Все бригады резервные.

## История
До Зимней войны СВ имели на вооружении закупленную технику: Renault FT, танкетки Carden Loyd, 6-тонные танки Виккерс.
В период Зимней войны СВ захватили множество единиц техники, поставленные на вооружение армии: лёгкие танки Т-26 и Т-50, средние танки Т-28, быстроходные танки БТ-5 и БТ-7, малые плавающие танки Т-37А и Т-38, бронеавтомобили Д-8, ФАИ, БА-6, БА-10, тягачи Т-20.
После Зимней войны, во время войны-продолжения на вооружение СВ поступили как вновь захваченные танки Красной Армии (Т-34 и Т-34-85, КВ-1 и единичный экземпляр ИСУ-152) так и поставленные Германией машины (StuG III Ausf. G, Pz.Kpfw. IV Ausf. J). Некоторые машины использовались как учебные и после войны и были списаны только в 1950-х.
После Второй Мировой Войны СВ получали на вооружение советскую бронетехнику и автомобили: танки Т-54/55, Т-72, ПТ-76; бронетранспортеры БТР-50, БТР-60; боевые машины пехоты БМП-1 и БМП-2; ЗСУ-57-2; вездеходы ГТ-СМ; тягачи АТС-59Г и АТ-С; автомобили ЗиЛ-131 и КрАЗ-255 с различным оборудованием. Кроме техники СССР на вооружение СВ поступили: танки Comet и Charioteer.

## Структура

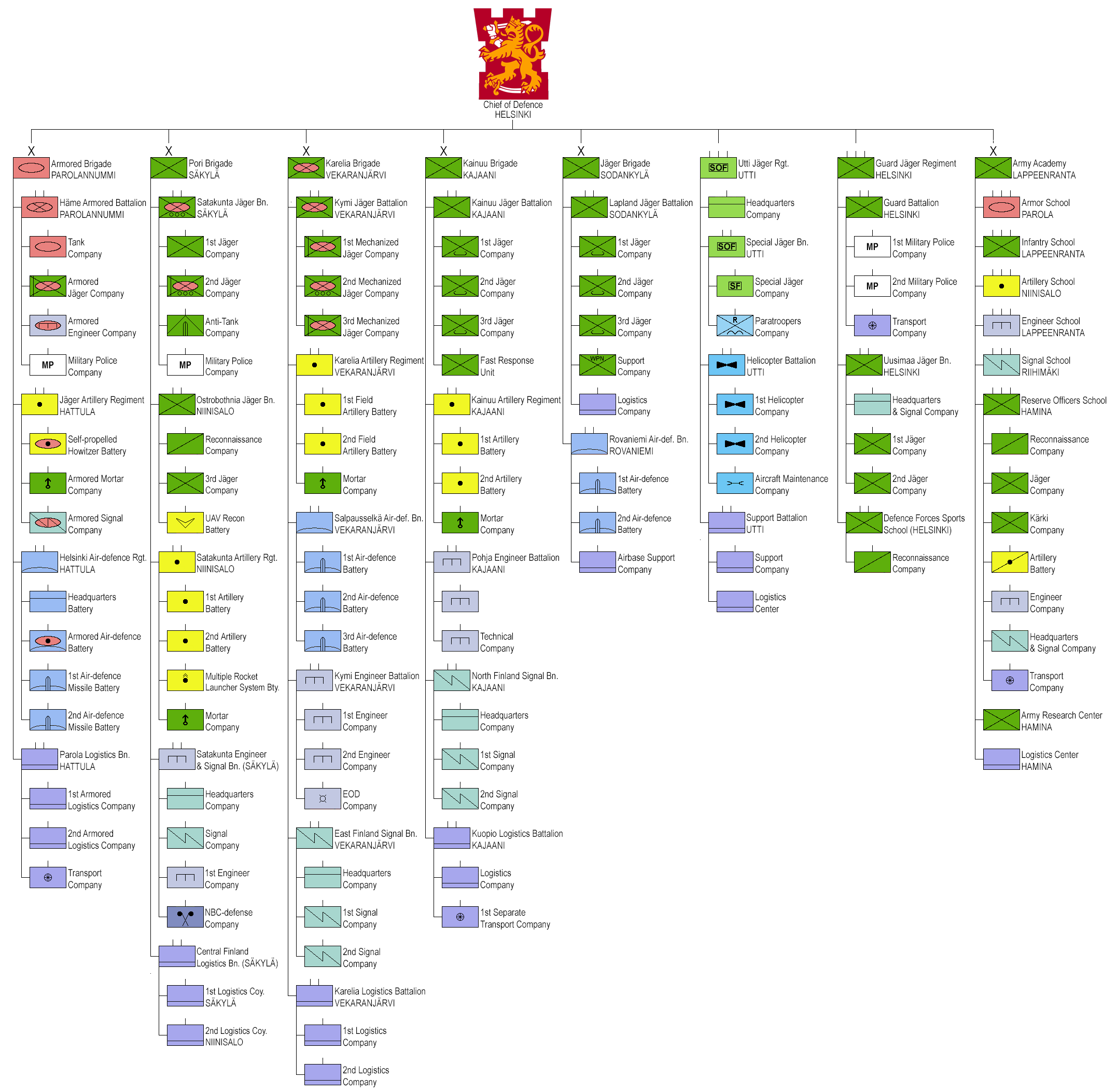
Структура СВ на 2024 год.

### 1993—2008
В 1993-2008 гг. сухопутные войска Финляндии регионально состояли из трёх оперативных командований (Maanpuolustusalue, Försvarsområden):
- Западное (Läntinen maanpuolustusalue)
  - Танковая бригада;
  - Порийская бригада;
  - Тавастландский полк;
  - Гвардейский стрелковый полк;
  - Артиллерийская бригада;
  - Инженерно-сапёрный полк, Полк связи;
- Восточное (Itäinen maanpuolustusalue)
  - Карельская бригада;
  - Северо-карельская бригада;
- Северное (Pohjoinen maanpuolustusalue)
  - Стрелковая бригада;
    - Лапландский стрелковый батальон (Lapin jääkäripataljoona)
    - Северный стрелковый батальон (Pohjan jääkäripataljoona);
    - до 1998 года — Похьянмаанский артиллерийский полк (Pohjanmaan tykistörykmentti);
    - Соданкюльский батальон (Sodankylän pataljoona), состоявший из штабной роты, роты снабжения и роты связи;

  - Кайяналандская бригада;
  - Северная бригада (Pohjan prikaati);
    - Северный стрелковый батальон (Pohjan Jääkäripataljoona);
    - Северный инженерно-сапёрный батальон (Pohjan Pioneeripataljoona);
    - Северно-Финляндский батальон связи (Pohjois-Suomen Viestipataljoona);
    - Северный военный оркестр (Pohjan sotilassoittokunta);

  - Лапландский зенитно-ракетный полк.

### 2008—2014
В 2008-2014 гг. сухопутные войска состояли из четырёх военных ленов (Sotilaslääni, Militärlän): 
- Западно-Финляндский (Länsi-Suomen sotilaslääni);
  - Танковая бригада;
    - Рота управления (Johtamisjärjestelmäkomppania);
    - Танковый батальон (Panssarivaunupataljoona);
    - Танковый батальон связи (Panssariviestipataljoona);
    - Танковый военный оркестр (Panssarisoittokunta);

  - Порийская бригада;
  - Тавастландский полк (Hämeen Rykmentti);
    - Тавастландский стрелковый батальон (Hämeen jääkäripataljoona);
    - Тавастландский кавалерийский батальон (Hämeen Ratsujääkäripataljoona);
    - Тавастландская батарея ПВО (Hämeen ilmatorjuntapatteristo);

  - Артиллерийская бригада (Tykistöprikaati);
    - Сатакунтский артиллерийский полк;
    - Разведывательная батарея;

  - Хельсинкский зенитно-ракетный полк;
  - Инженерно-сапёрный полк (Pioneerirykmentti), Полк связи (Viestirykmentti, Signalregementet);
- Восточно-Финляндский (Itä-Suomen sotilaslääni);
  - Карельская бригада;
    - Карельский военный оркестр (Karjalan sotilassoittokunta);

  - Северо-Карельская бригада (Pohjois-Karjalan prikaati); 
    - Карельский стрелковый батальон (Karjalan Jääkäripataljoona)

  - Уттинский стрелковый полк;
- Северно-Финляндского (Pohjois-Suomen sotilaslääni)
  - Кайяналандская бригада;
    - Кайяноландский военный оркестр (Kainuun sotilassoittokunta);

  - Стрелковая бригада;
  - Лаппландский зенитно-ракетный полк;
- Южно-Финляндского (Södra Finlands militärlän)
  - Гвардейский стрелковый полк (Gardesjägarregementet);
    - Оркестр гвардии (Kaartin soittokunta, Gardets musikkår).

Одновременно были расформированы Северо-Карельская бригада, Тавастландский полк, Инженерный полк, Артиллерийская бригада, Сатакунтский артиллерийский полк был передан Порийской бригаде, разведывательная батарея Артиллерийской бригады - Похянмааньскому стрелковому батальону Порийской бригады.

### Текущая структура
Единственным тактическим соединением является бригада (одна танковая, четырёх пехотных, шести пехотных (кадра)), воинскими частями являются полки (в артиллерии и войсковых ПВО), отдельные батальоны (в танковых и мотострелковых войсках) и отдельные дивизионы (в артиллерии и войсковых ПВО).
Командование сухопутных войск (Maavoimien esikunta) (Миккели)
 (Командующий сухопутных войск — генерал-лейтенант; Начальник-штаб — генерал-майор)
- Танковая бригада[англ.] (Panssariprikaati, Pansarbrigaden) (Парола, Рийхимяки и Соданкюля)
  - Тавастландский танковый батальон (Hämeen Panssaripataljoona, Tavastlands pansarbataljon), состоит из танковой роты (Panssarivaunukomppania), мотострелковой роты (Panssarijääkärikomppania), инженерной роты (Panssaripioneerikomppania) и роты военной полиции (Sotilaspoliisikomppania);
  - Стрелковый артиллерийский полк (Jääkäritykistörykmentti, Jägarartilleriregementet), состоит из батареи самоходных (Panssarihaupitsipatteri), оснащённой самоходными гаубицами «К9», одной батареи самоходной миномётной (Panssarikranaatinheitinkomppania), оснащённой самоходными миномётами «XA-361 AMOS», и роты РЛС (Panssariviestikomppania), оснащённой РЛС «TYTKA 21»;
  - Хельсинкский полк ПВО[англ.] (Helsingin Ilmatorjuntarykmentti, Helsingfors luftvärnsregemente), состоит из батареи управления (Johtokeskuspatteri), одной самоходной батареи ПВО (Panssari-ilmatorjuntapatteri), оснащённой зенитными установками «Oerlikon KD», и двух ракетных батарей ПВО (Ohjusilmatorjuntapatteri), оснащённой ЗРК малой дальности «NASAMS» и «Crotale»;
  - Подразделения поддержки: Центр радиоэлектронной борьбы (Elektronisen sodankäynnin keskus), Парольский  батальон материального снабжения (Parolan Huoltopataljoona, Parola underhållsbataljon), центр материального снабжения (Huoltokeskus)
  - Резерв:
    - Тавастландская мобилизационная губерния (Hämeen aluetoimisto)
    - Центрально-Финляндская мобилизационная губерния (Keski-Suomen aluetoimisto)
    - Пирканмааская мобилизационная губерния (Pirkanmaan aluetoimisto)
- Стрелковая бригада[англ.] (Jääkäriprikaati, Jägarbrigaden) (Соданкюля и Рованиеми)
  - Лапландский стрелковый батальон (Lapin Jääkäripataljoona, Lapplands jägarbataljon), состоит из трёх стрелковых рот (Jääkärikomppania);
  - Рованиемская секция ПВО (Rovaniemen Ilmatorjuntapatteristo, Rovaniemi luftvärnssektion), состоит из двух батарей ПВО (Ilmatorjuntapatteri), оснащённых ЗРК малой дальности «Crotale», и роты поддержки (Tukikohtakomppania, Baskompaniet);
  - Подразделения поддержки: Лапландский военный оркестр (Lapin sotilassoittokunta), 1-й центр материального снабжения Соданкюля (1. Huoltokeskus Sodankylä), 2-й центр материального снабжения Сомеронхарю (2. Huoltokeskus Someronharjulla)
  - Резерв:
    - Лапландская мобилизационная губерния (Lapin aluetoimisto)
- Кайяноландская бригада[англ.] (Kainuun prikaati, Kajanalands brigad) (Каяани)
  - Кайяналандсий стрелковый батальон (Kainuun jääkäripataljoona, Kajanalands jägarbataljon), состоит из трёх стрелковых батальонов;
  - Кайяналандский артиллерийский полк[англ.] (Kainuun tykistörykmentti, Kajanalands artilleriregemente), состоит из двух батарей буксируемых пушек (вооружены пушками 155-мм пушками образца 1998 года) и одной батареи миномётов;
  - Подразделения поддержки: Северный инженерно-сапёрный батальон (Pohjan pioneeripataljoona), Северо-финляндский батальон связи (Pohjois-Suomen viestipataljoona, Norra Finlands signalbataljon), Куопиоский батальон снабжения (Kuopion Huoltopataljoona)
  - Резерв:
    - Северокарельская мобилизационная губерния (Pohjois-Karjalan aluetoimisto)
    - Северно-Остроботынская и Кайнууская мобилизационная губерния (Pohjois-Pohjanmaan ja Kainuun aluetoimisto)
    - Северно-Савская мобилизационная губерния (Pohjois-Savon aluetoimisto)
- Карельская бригада[англ.] (Karjalan prikaati, Karelska brigaden) (Валкеала)
  - Кюменский стрелковый батальон (Kymen jääkäripataljoona, Kymmene jägarbataljon), состоит из трёх стрелковых батальонов;
  - Карельский артиллерийский полк (Karjalan tykistörykmentti, Karelens artilleriregemente), состоит из двух батареи полевой артиллерии (Kenttätykistöpatteri) и одной миномётной роты (Kranaatinheitinkomppania);
  - Салпауссельская секция ПВО (Salpausselän ilmatorjuntapatteristo, Salpausselkä luftvärnssektion), состоит из трёх батарей ПВО;
  - Подразделения поддержки: Кюменский инженерно-сапёрный батальон (Kymen pioneeripataljoona, Kymmene pionjärbataljon), Восточно-Финляндский батальон связи (Itä-Suomen viestipataljoona, Östra Finlands signalbataljon), Карельский батальон материального снабжения (Karjalan huoltopataljoona, Karelens underhållsbataljon)
  - Резерв:
    - Южно-Савская мобилизационная губерния (Etelä-Savon aluetoimisto)
    - Юго-Восточно-Финляндская мобилизационная губерния (Kaakkois-Suomen aluetoimisto)
- Порийская бригада[англ.] (Porin prikaati, Björneborgs brigad) (Сякюля и Нийнисало)
  - Сатакунанский стрелковый батальон (Satakunnan Jääkäripataljoona, Satakunta jägarbataljon), состоит из двух стрелковых рот, одной батареи ПТО (Panssarintorjuntakomppania) и одной роты военной полиции;
  - Остроботнийский стрелковый батальон (Pohjanmaan Jääkäripataljoona, Österbottens jägarbataljon), состоит из стрелковой роты, разведывательной роты (Tiedustelukomppaniass, Spaningskompaniet), разведывательной роты беспилотных летательных аппаратов (Lentotiedustelukomppania, Flygspaningskompaniet);
  - Сатакунанский артиллерийский полк (Satakunnan Tykistörykmentti, Satakunta artilleriregemente), состоит из батарей полевой артиллерии, вооружённых 155-мм пушками образца 1998 года, одной миномётной батареи и одной батареи ракетной артиллерии (Raketinheitinpatteri, Raketartilleribatteriet), вооружённой РЗСО «M270 MLRS»;
  - Подразделения поддержки: Сатакунанский батальон инженерно-сапёрный и связи (Satakunnan pioneeri — ja viestipataljoona, Satakunta pionjär- och signalbataljon), Юго-Западнофинляндский батальон материального снабжения (Varsinais-Suomen Huoltopataljoona), Центр управления в кризисных ситуациях (Kriisinhallintakeskus), центр материального снабжения (Huoltokeskus)
  - Резерв:
    - Юго-Западнофинляндская мобилизационная губерния (Lounais-Suomen aluetoimisto)
    - Похянмааньская мобилизационная губерния (Pohjanmaan aluetoimisto)
- Гвардейский стрелковый полк (Kaartin jääkärirykmentti, Gardesjägarregementet) (Хельсинки)
  - Гвардейский батальон (Kaartin pataljoona, Gardesbataljonen), состоит из двух рот военной полиции и транспортной роты (Kuljetuskomppania, Transportkompaniet);
  - Нюландский стрелковый батальон (Uudenmaan jääkäripataljoona, Nylands jägarbataljon) (Хельсинки), состоит из двух механизированных рот, запасной роты и роты управления и связи (Esikunta- ja viestikomppanian, Stabs- och signalkompaniets);
  - Подразделения поддержки: центр материального снабжения (Huoltokeskus, Underhållscentralen), гвардейский военный оркестр (Kaartin Soittokunta, Gardets musikkår)
  - учебные подразделения: Учебный центр (Valmennuskeskus), Спортивная школа Сил обороны (Puolustusvoimien Urheilukoulu, Försvarsmaktens idrottsskola), подразделением которой является разведывательная рота (Tiedustelukomppania, Spaningskompaniet)
  - Резерв:
    - Уусимаанская мобилизационная губерния (Uudenmaan aluetoimisto)
- Уттинский стрелковый полк специального назначения (Utin jääkärirykmentti, Uttis jägarregemente) (Утти)
  - Специальный стрелковый батальон (Erikoisjääkäripataljoona, Specialjägarbataljonen), состоящий из парашютно-штурмовой стрелковой роты (Laskuvarjojääkärikomppania, Fallskärmsjägarkompaniet), специальной стрелковой роты (Erikoisjääkärikomppania)
  - Вертолётный батальон (Helikopteripataljoona, Helikopterbataljonen);
  - учебные подразделения: запасная рота (Tukikomppania, Stödkompaniet);
- Высшее армейское училище (Maasotakoulu, Markstridsskolan) (Лаппеэнранта и Хамина)
  - Училище офицеров резерва (Reserviupseerikoulu, Reservofficersskolan) (Хамина)
  - Учебный центр (Koulutuskeskus, Utbildningscentret) (Лаппеэнранта), состоит из пехотного училища (Jalkaväkikoulu), артиллерийского училища (Tykistökoulu, Artilleriskolan), танкового училища (Panssarikoulu, Pansarskolan), училища связи (Viestikoulu, Signalskolan), инженерного училища (Pioneerikoulu);
  - Армейский исследовательский центр (Maavoimien tutkimuskeskus, Arméns forskningscenter) (Хамина)

Тактические соединения
Каждая из стрелковых бригад состоит из одной (реже двух) отдельных стрелковых батальонов, одного артиллерийского полка или отдельного артиллерийского дивизиона, одного зенитно-ракетного полка или отдельного зенитно-ракетного дивизиона, одного отдельного инженерного батальона и одного тылового батальона. Танковая бригада состоит из одного танкового батальона, одного артиллерийского полка, одного зенитно-ракетного полка и одного тылового батальона.
Воинские части
Каждый танковый батальон состоит из одной танковой роты и одной мотострелковой роты. Каждый стрелковый батальон как правило состоит из трёх механизированных рот.

## Вооружение и военная техника

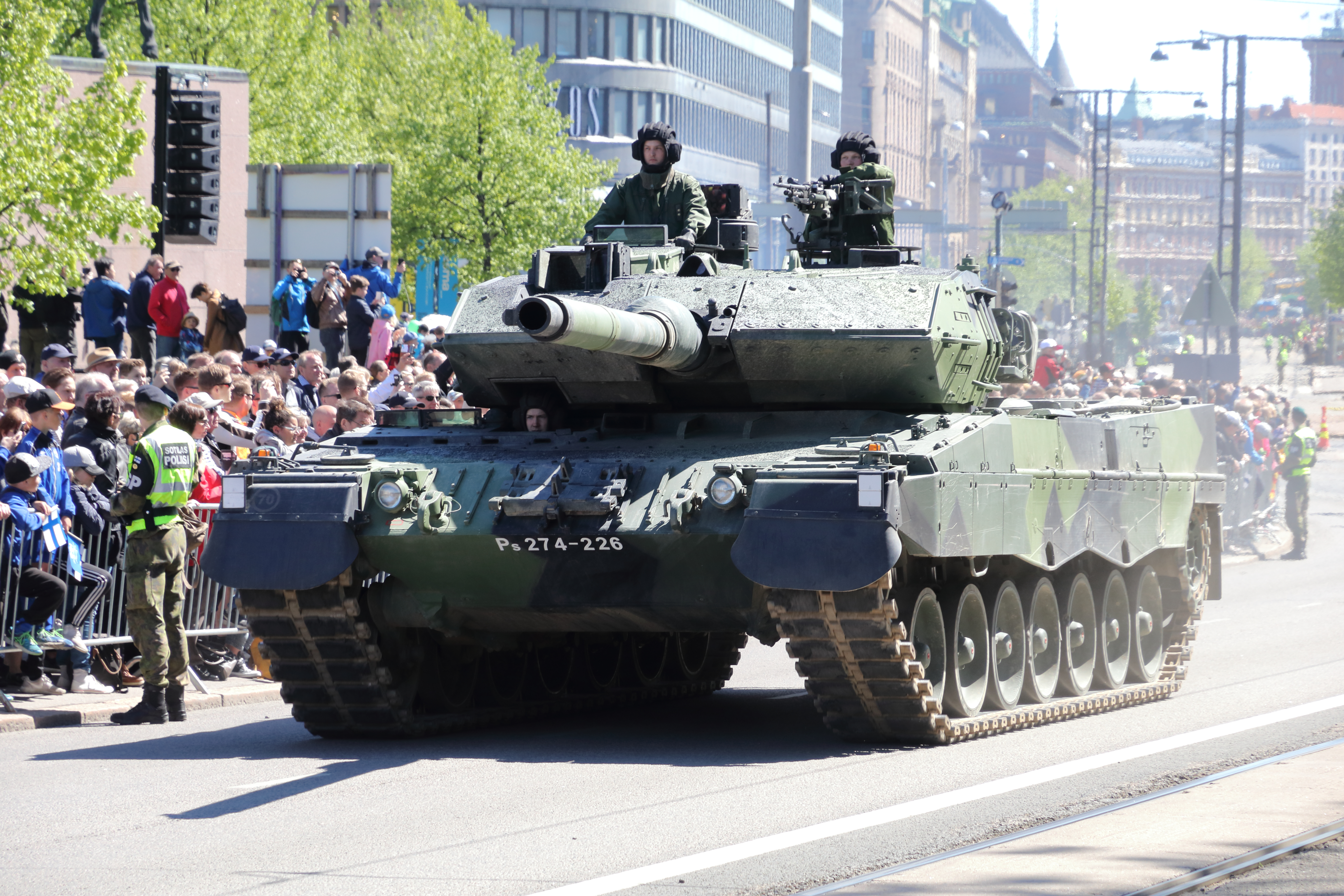
Leopard 2A6
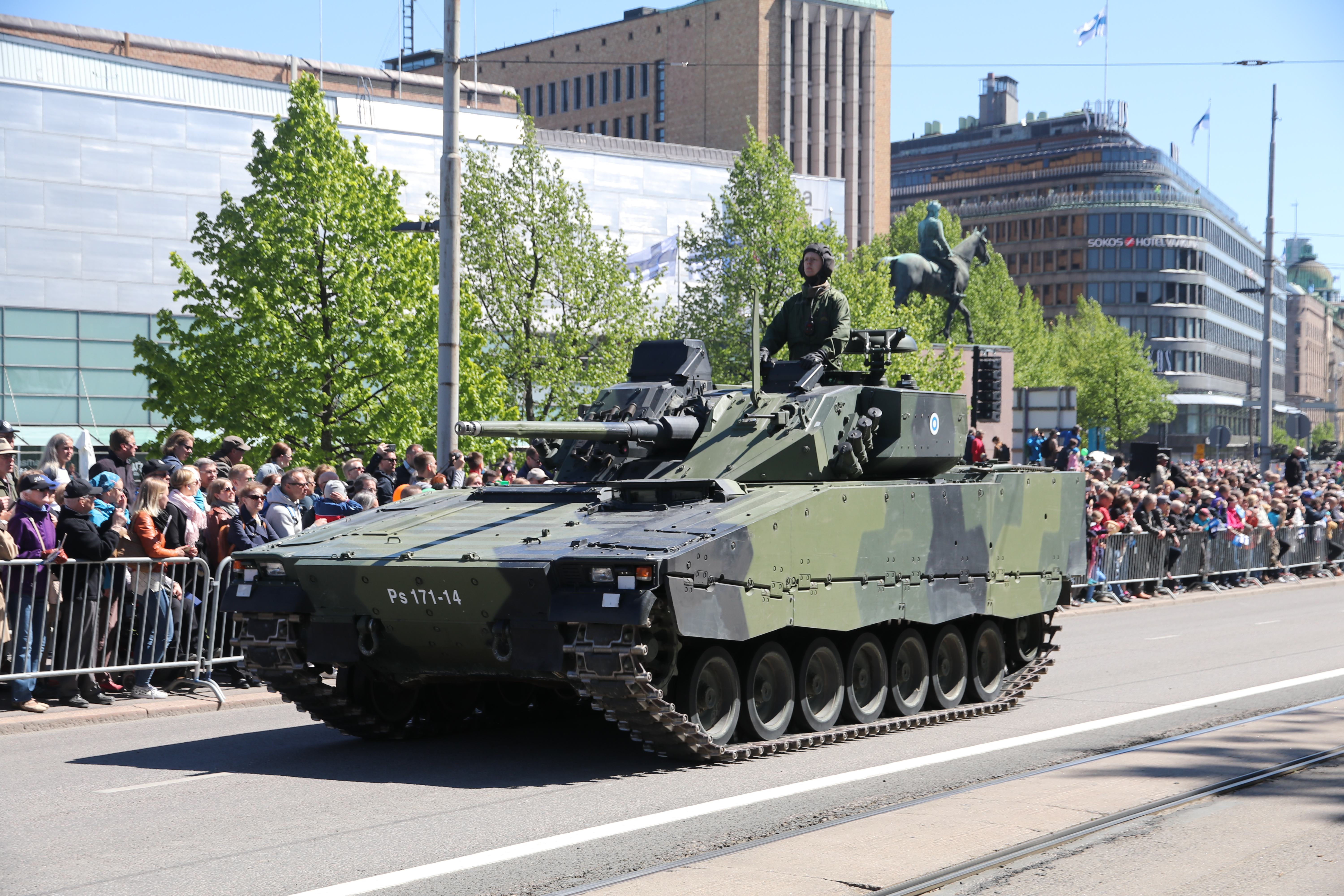
CV9030FIN
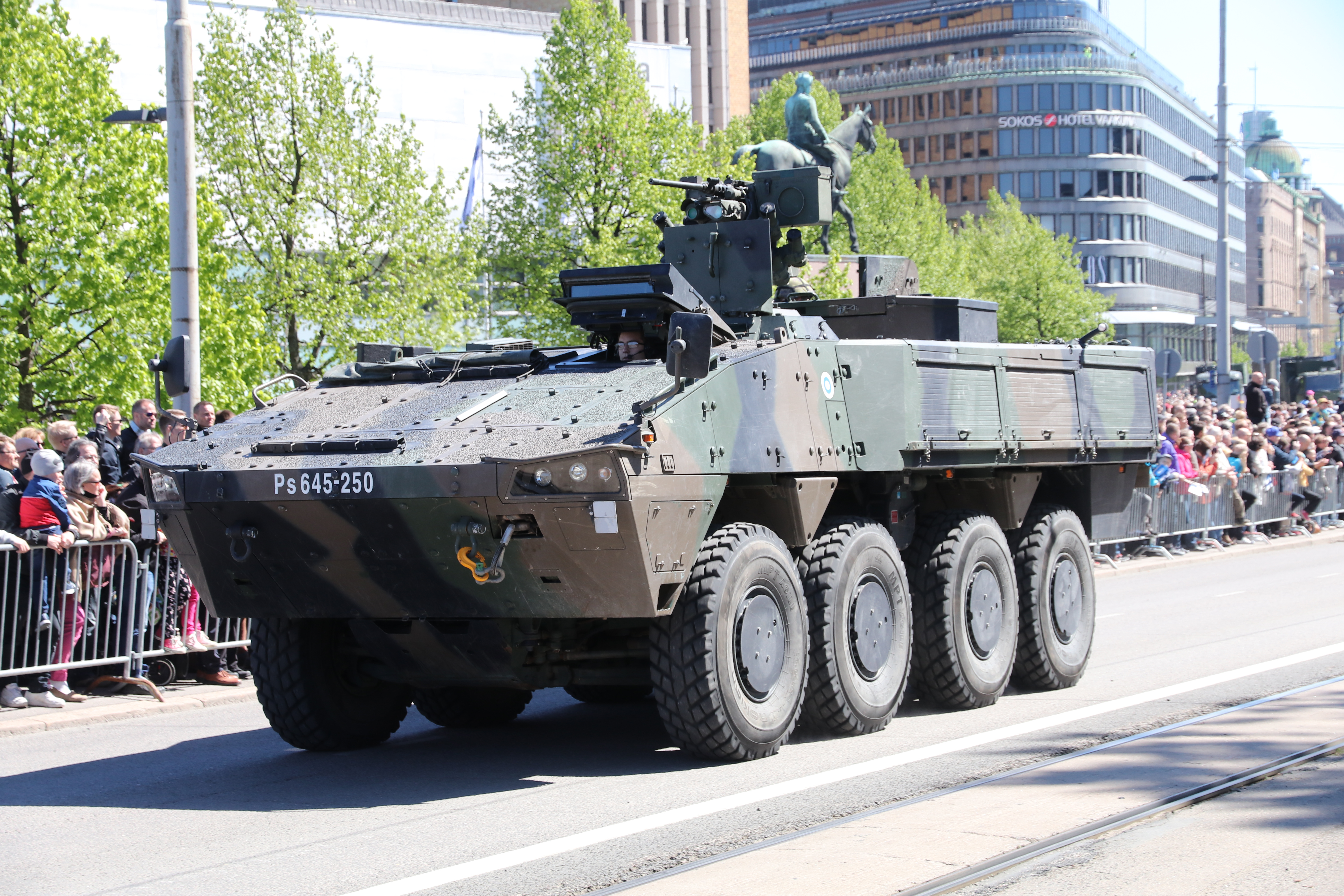
XA-360
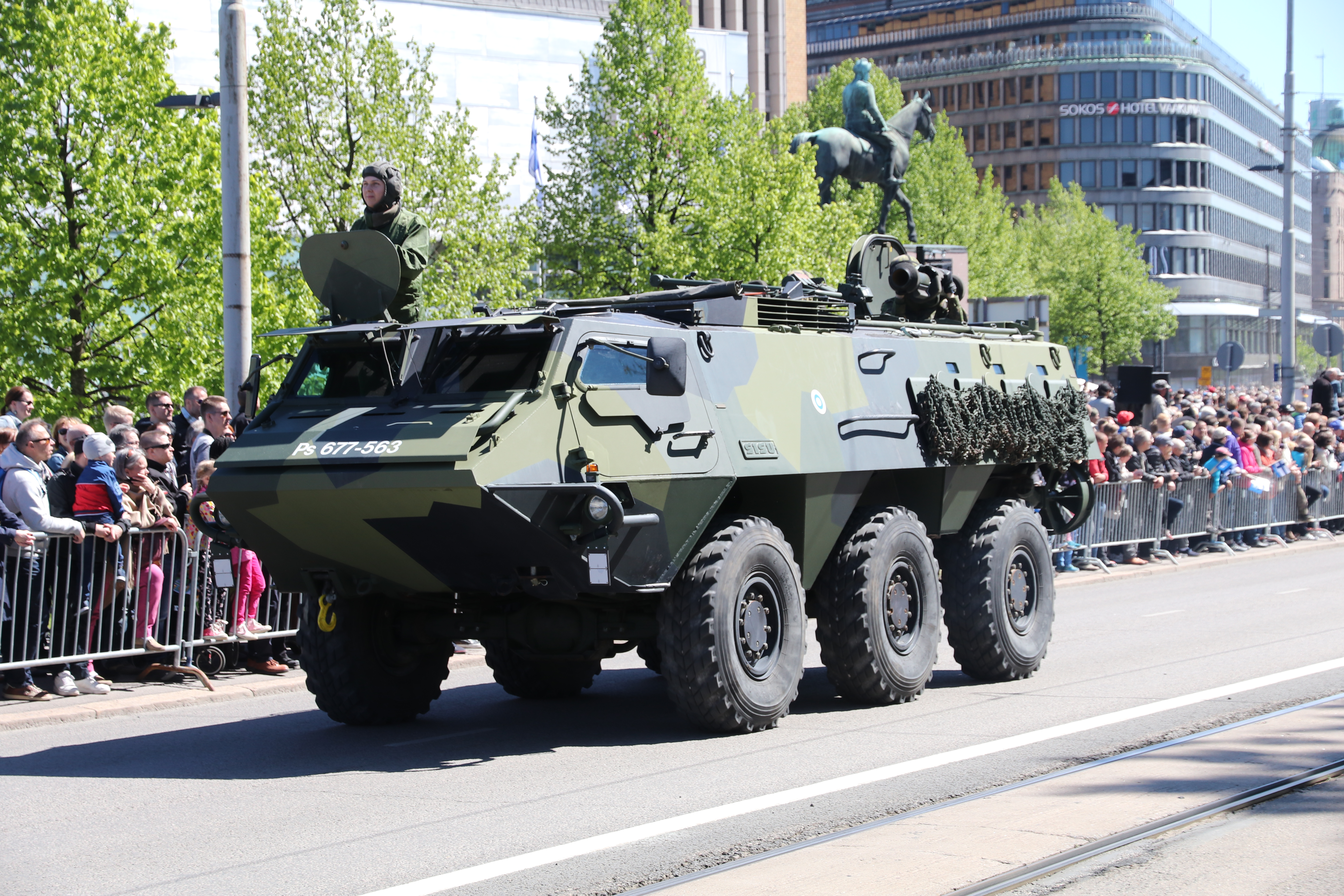
XA-180
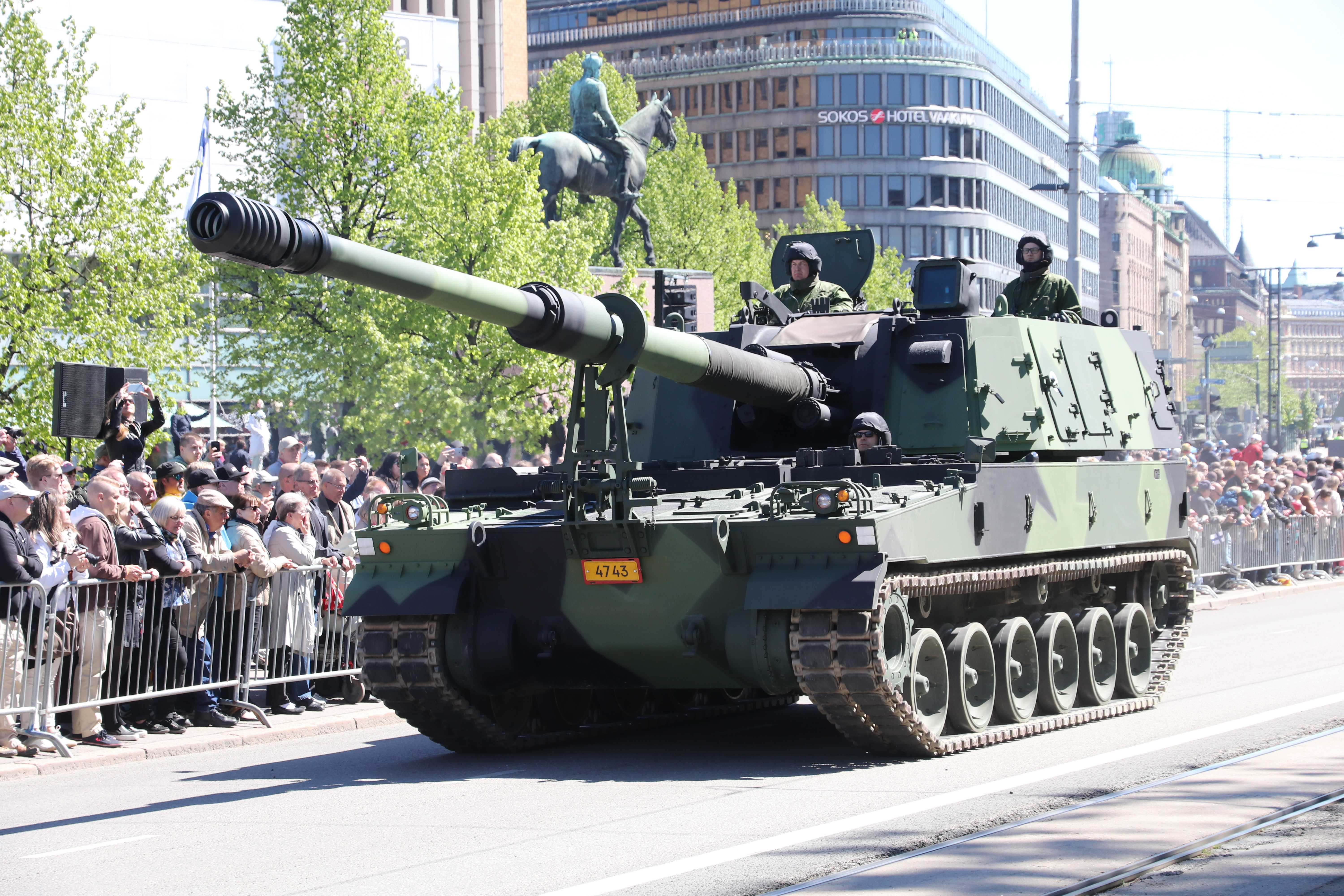
K9 Thunder
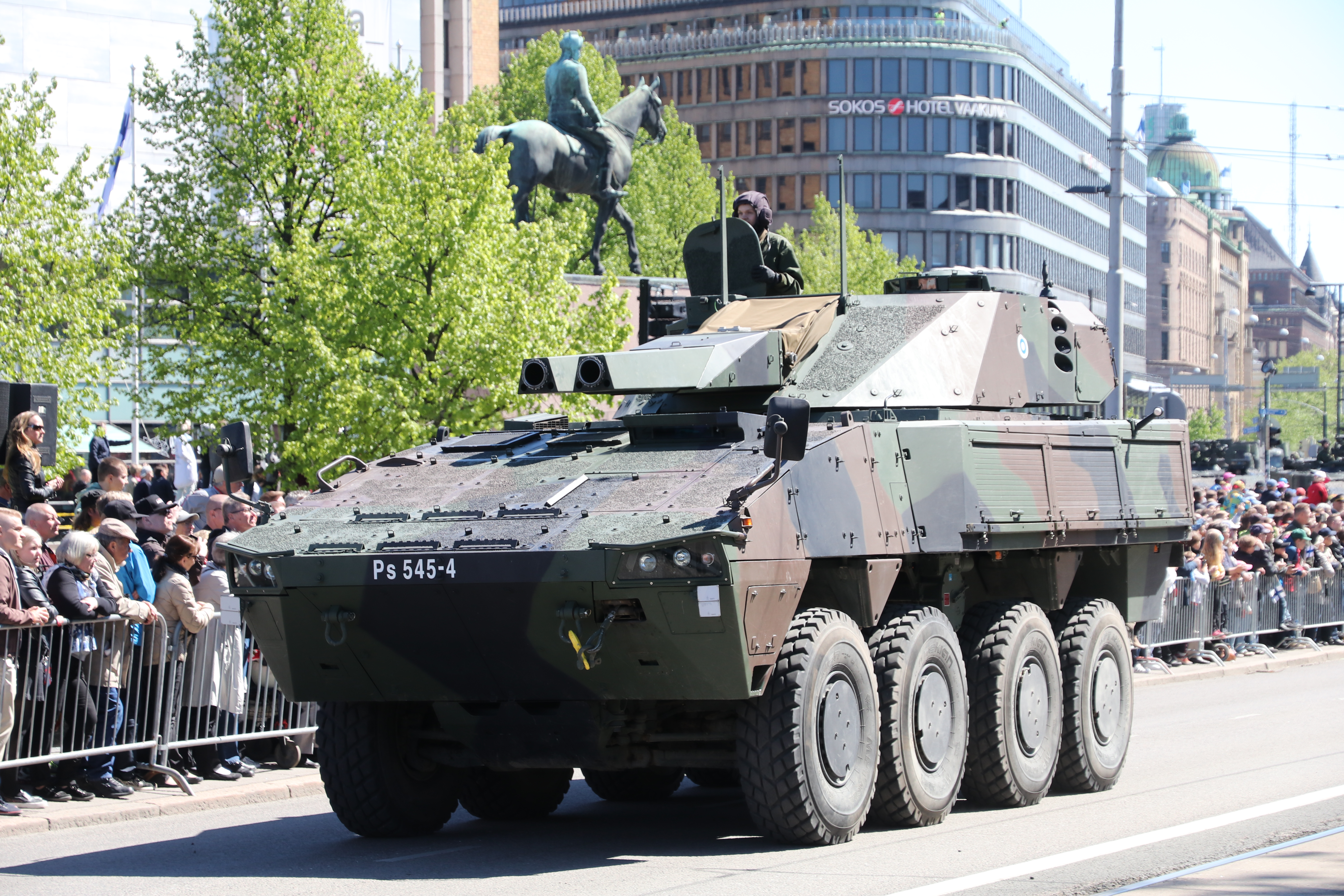
XA-361 AMOS
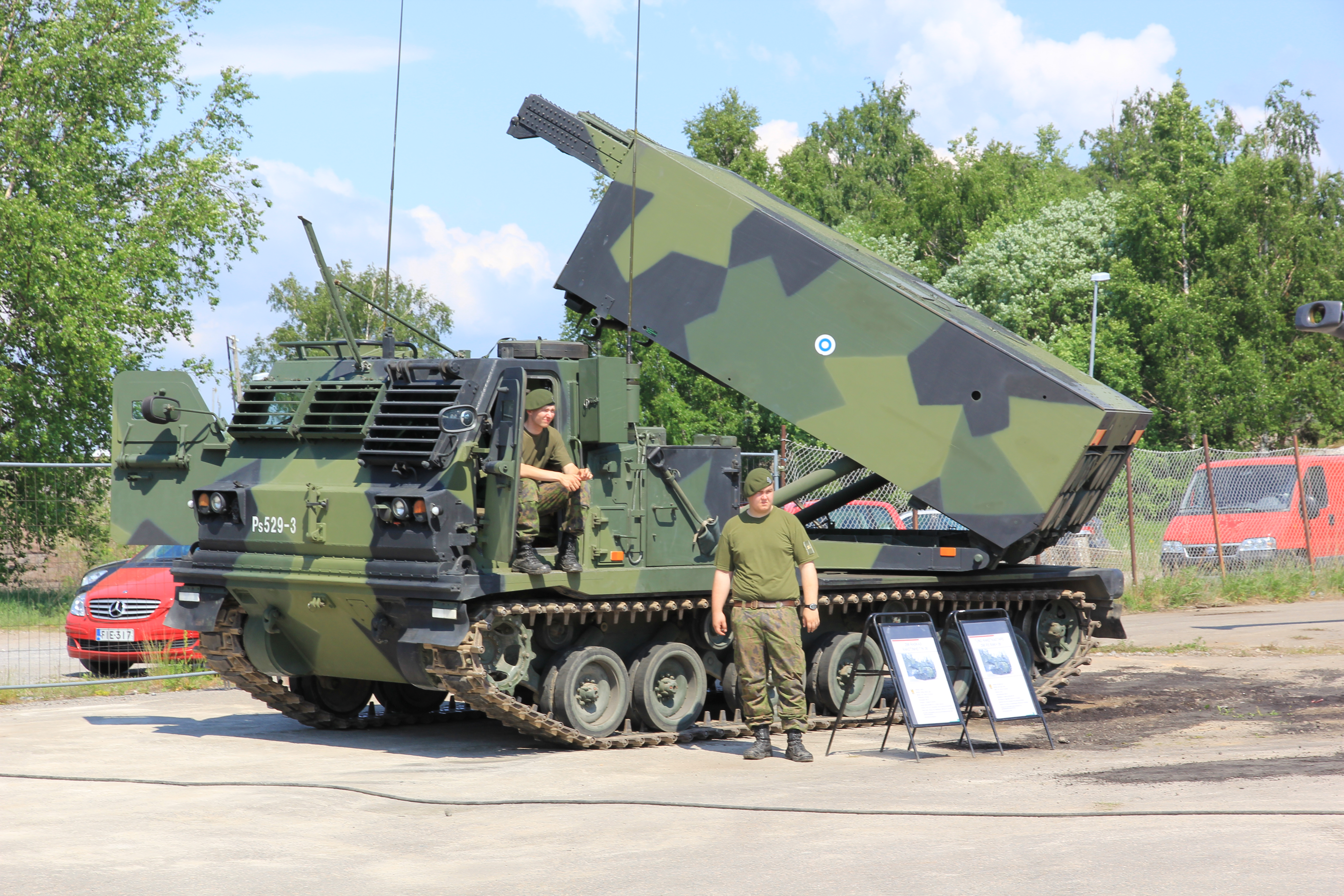
M270 MLRS

| Изображение               | Тип                     | Производство       | Назначение                                                   | Количество             | Примечания                                      |
| Танки                     | Танки                   | Танки              | Танки                                                        | Танки                  | Танки                                           |
| ------------------------- | ----------------------- | ------------------ | ------------------------------------------------------------ | ---------------------- | ----------------------------------------------- |
|                           | Leopard 2A6             | Германия           | Основной боевой танк                                         | 100                    |                                                 |
|                           | Leopard 2A4             | Германия           | Основной боевой танк                                         | 100                    |                                                 |
| Боевые машины пехоты      |                         |                    |                                                              |                        |                                                 |
|                           | CV9030FIN               | Швеция             | БМП                                                          | 110                    |                                                 |
|                           | БМП-2МД                 | СССР               | БМП                                                          | 102                    |                                                 |
| Бронетранспортёры         |                         |                    |                                                              |                        |                                                 |
|                           | XA-180/185 Sisu         | Финляндия          | Бронетранспортёр                                             | 675                    |                                                 |
|                           | XA-202 Sisu             | Финляндия          | Бронетранспортёр                                             | 101                    |                                                 |
|                           | XA-203 Sisu             | Финляндия          | Бронетранспортёр                                             | 48                     |                                                 |
|                           | AMV                     | Финляндия          | Бронетранспортёр                                             | 62                     |                                                 |
|                           | МТ-ЛБу МТ-ЛБВ           | СССР               | Бронетранспортёр                                             | 320                    |                                                 |
|                           | Sisu GTP                | Финляндия          | MRAP                                                         | 6                      | В данный момент находится в стадии тестирования |
| Противотанковые комплексы |                         |                    |                                                              |                        |                                                 |
|                           | Spike-MR/-LR            | Израиль            | ПТРК                                                         | Неизвестное количество |                                                 |
|                           | NLAW                    | Швеция             | ПТУР                                                         | Неизвестное количество |                                                 |
| РСЗО                      |                         |                    |                                                              |                        |                                                 |
|                           | M270 MLRS               | США                | РСЗО                                                         | 34                     |                                                 |
|                           | RM-70                   | Чехословакия       | РСЗО                                                         | 41                     |                                                 |
| Артиллерия                |                         |                    |                                                              |                        |                                                 |
|                           | K9 Thunder              | Республика Корея   | 155-мм САУ                                                   | 23                     |                                                 |
|                           | 2С1 «Гвоздика»          | СССР               | 122-мм САУ                                                   | 74                     |                                                 |
|                           | K 83                    | Финляндия          | 155-мм буксируемая пушка                                     | 132                    |                                                 |
|                           | GH-52 APU               | Финляндия          | 155-мм буксируемая пушка                                     | 132                    |                                                 |
|                           | 2A36 «Гиацинт-Б»        | СССР               | 152-мм буксируемая пушка                                     | 24                     |                                                 |
|                           | Д-30                    | СССР               | 122-мм буксируемая гаубица                                   | 474                    |                                                 |
|                           | XA-361 AMOS             | Финляндия / Швеция | 120-мм самоходный миномёт                                    | 18                     |                                                 |
|                           | KRH 92                  | Финляндия          | 120-мм миномёт                                               | 698                    |                                                 |
|                           | KRH 71 Y                | Финляндия          | 81-мм миномёт                                                | Неизвестное количество |                                                 |
| ПВО                       |                         |                    |                                                              |                        |                                                 |
|                           | NASAMSII FIN            | Норвегия           | ЗРК средней дальности                                        | 24 ПУ                  |                                                 |
|                           | ASRAD                   | Германия           | ЗРК средней дальности                                        | 16 ПУ                  |                                                 |
|                           | Crotale NG              | Франция            | ЗРК малой дальности                                          | 20 ПУ                  |                                                 |
|                           | Marksman                | Великобритания     | ЗСУ                                                          | 7                      |                                                 |
|                           | RBS 70                  | Швеция             | ПЗРК                                                         | Неизвестное количество |                                                 |
|                           | FIM-92 Stinger          | США                | ПЗРК                                                         | Неизвестное количество |                                                 |
|                           | GDF-005                 | Швейцария          | 35-мм ЗУ                                                     | 407+                   |                                                 |
|                           | ЗУ-23-2                 | СССР               | 23-мм ЗУ                                                     | 407+                   |                                                 |
|                           | ItK 95                  | Финляндия          | 23-мм ЗУ                                                     | 407+                   | Финская версия советской ЗУ-23-2                |
| Инженерное оборудование   |                         |                    |                                                              |                        |                                                 |
|                           | Leopard 2R CEV          | Германия           | Инженерная бронированная машина разграждения                 | 3                      |                                                 |
|                           | KMT T-55                | СССР               | Танк с минным тралом                                         | Неизвестное количество |                                                 |
|                           | Sisu RA-140 DS          | Финляндия          | Самоходный минный трал                                       | Неизвестное количество |                                                 |
|                           | Aardvark Mk 2           | Великобритания     | Самоходный минный трал                                       | Неизвестное количество |                                                 |
|                           | Pionierpanzer 2A1 Dachs | Германия           | Инженерная бронированная машина                              | 5                      |                                                 |
|                           | Bergepanzer 2           | Германия           | БРЭМ                                                         | 9                      |                                                 |
|                           | VT-55A                  | СССР               | БРЭМ                                                         | 12                     |                                                 |
|                           | BLG-60M2                | Германия           | Бронированный мостоукладчик                                  | 12                     |                                                 |
|                           | Leopard 2L AVLB         | Германия           | Бронированный мостоукладчик                                  | 10                     |                                                 |
|                           | Sisu Leguan             | Финляндия          | Мостоукладчик                                                | 10                     |                                                 |
|                           | МТП-ЛБ                  | СССР               | Автомобиль технической помощи                                | 15                     | Модификация МТ-ЛБ                               |
| Вертолёты                 |                         |                    |                                                              |                        |                                                 |
|                           | Hughes 500D Hughes 500E | США                | Лёгкий многоцелевой вертолёт                                 | 5 2                    |                                                 |
|                           | NH90 TTH                | Европейский союз   | Многоцелевой вертолёт                                        | 20                     |                                                 |
| БПЛА                      |                         |                    |                                                              |                        |                                                 |
|                           | ADS-95 Ranger           | Швейцария          | Тактический разведывательный беспилотный летательный аппарат | 11                     |                                                 |

- Leopard 2A6
- CV9030FIN
- XA-360
- XA-180
- K9 Thunder
- XA-361 AMOS
- M270 MLRS

## Знаки различия

### Генералы и офицеры
| Категории               | Генералы      | Генералы           | Генералы          | Генералы         | Старшие офицеры | Старшие офицеры   | Старшие офицеры | Младшие офицеры | Младшие офицеры   | Младшие офицеры | Младшие офицеры   |
| ----------------------- | ------------- | ------------------ | ----------------- | ---------------- | --------------- | ----------------- | --------------- | --------------- | ----------------- | --------------- | ----------------- |
|                         |               |                    |                   |                  |                 |                   |                 |                 |                   |                 |                   |
| Финское звание          | Kenraali      | Kenraaliluutnantti | Kenraalimajuri    | Prikaatikenraali | Eversti         | Everstiluutnantti | Majuri          | Kapteeni        | Yliluutnantti     | Luutnantti      | Vänrikki          |
| Российское соответствие | Генерал армии | Генерал- полковник | Генерал-лейтенант | Генерал-майор    | Полковник       | Подполковник      | Майор           | Капитан         | Старший лейтенант | Лейтенант       | Младший лейтенант |

### Сержанты и солдаты
| Категории               | Подофицеры        | Подофицеры | Подофицеры | Сержанты        | Сержанты  | Сержанты        | Солдаты   | Солдаты  |
| ----------------------- | ----------------- | ---------- | ---------- | --------------- | --------- | --------------- | --------- | -------- |
|                         |                   |            |            |                 |           |                 |           |          |
| Финское звание          | Sotilasmestari    | Ylivääpeli | Vääpeli    | Ylikersantti    | Kersantti | Alikersantti    | Korpraali | Sotamies |
| Российское соответствие | Старший прапорщик | Прапорщик  | Старшина   | Старший сержант | Сержант   | Младший сержант | Ефрейтор  | Рядовой  |